# Меридіан (фільм)
Меридіан (англ. Meridian: Kiss of the Beast) — американський романтичний фільм жахів 1990 року.

## Сюжет
Кетрін повертається у свій родовий маєток — італійський середньовічний замок — через десять років навчання в Америці. Разом з подругою-художницею вона потрапляє на загадкову циркову виставу, яка справляє на неї незабутнє враження. Піддавшись на умовляння подружки, Кетрін запрошує всю трупу бродячого цирку повечеряти до себе в замок. Серед артистів особливо виділяються двоє: ілюзіоніст і дивна людина в масці. Один з них явно підсипав щось у вино, і незабаром обидві дівчини перестали розрізняти реальність і ілюзію …

## У ролях
- Шерилін Фенн — Кетрін
- Малкольм Джемісон — Лоуренс / Олівер
- Чарлі Спредлінг — Джина
- Гіларі Мейсон — Марта
- Філ Фондакаро — Гном
- Вернон Добчефф — Священик
- Алекс Деніелс — Звір
- Віто Пассері — Адріана
- Анджело де Бьянкі — божевільний хлопець
- Салем Бадр — сильний чоловік
- Волтер Коломбайоні — пожирач вогню
- Нашира — виконавиця танцю живота
- Джанлука Трамбоні — хлопець
- Фернандо Черуллі — майстер
- Ізабелла Челані — привид
- Фабріціо Фонтана — робочий
- Джанні Бісбіні — жонглер
- Фабріціо Меле — монах